# Château de Baschet
Pour les articles homonymes, voir Bascher.
Le château de Baschet (ou Bascher, Basché) est un château situé à Assay (Indre-et-Loire). 
Il est inscrit au titre des monuments historiques par arrêté du 25 octobre 1971.

## Historique
En 1377, il est la propriété de François du Puy et en 1507 de René du Puy. Antoine de La Rochefaton en devient seigneur en 1572. S. de Saveilles, dame de Basché, meurt le 12 avril 1583. 
Le 3 septembre 1697, Henri Bidé de Pommeuse, chevalier, seigneur de Basché, capitaine de chevau-légers, en rend hommage.
Le maréchal de France Louis-Antoine-Sophie de Vignerot du Plessis, duc de Richelieu et de Fronsac, en est le dernier seigneur.

Liste des seigneurs de Basché :
Etienne du Puy, Ier seigneur de Basché épousa N..., d'ou :
Jouffroy (Guyon) du Puy, marié à Isabeau de Chemilé, d'ou :
Guillaume Ier du Puy, marié à N..., d'ou :
Guillaume II du Puy, marié à Marie de Barillac, d'ou : 
Jean du Puy, marié à Marguerite du Tay, d'ou :
René du Puy, marié à Marie de Saint-Gelais, d'ou :
René du Puy, marié à Bertrande de Jau, d'ou :
Louise du Puy, marié à Antoine de La Rochefaton. 